# Милитократия
Милитокра́тия (от лат. miles, род. п. militis — воин, солдат и др.-греч. κράτος — власть) — власть военных, военная диктатура, правление выходцев из военизированных структур.

## Определение и примеры
Под милитократией понимается правление военных, при котором ротация правящего слоя производится преимущественно из военной среды. Например, военные хунты правили во многих государствах и странах Латинской Америки, хотя далеко не все из них были милитократиями.
По мнению директора Института прикладной политики, руководителя сектора изучения элит Института социологии РАН Ольги Крыштановской, в России в настоящее время правит милитократия, поскольку около половины руководящих должностей в федеральных органах власти занимают (по данным на 2008 год) выходцы из силовых структур (в 1999 году эта доля составляла только 13 %).